# Церква Успіння Пресвятої Богородиці (Угринь)
Це́рква Успі́ння Пресвято́ї Богоро́диці в Угрині — православний парафіяльний храм (ПЦУ) у селі Угрині Заводської громади Чортківського району Тернопільської области.

## Історія
За переказами, в селі колись був дерев'яний храм Святої великомучениці Варвари. Церква згоріла, але ікона вціліла. Пізніше жителі села збудували більший храм, освятивши його на честь святого проповідника Параскевича.
У 1870 році завершилося будівництво кам'яного храму. Митрополит Йосиф (Сембратович) освятив його на честь Успіння Пресвятої Богородиці. Того ж дня було встановлено випадково знайдений трактористами дзвін разом із двома меншими.
У 1991 році, завдяки пожертвам парафіян, колгоспу, а також братства і сестринства, церкву поштукатурили заново. У 1994 році облаштували та освятили місце об'явлення ікони Божої Матері. Внутрішній розпис храму виконали у 1997 році художники з Бучача та дяк із Чорткова.
У 2005 році одна сім'я пожертвувала нову вхідну браму, а парафіяни впорядкували та виклали плиткою церковне подвір'я. У 2006 році розпочався ремонт храму: один хрест придбала окрема сім'я, а середній хрест був офірований багатьма родинами.
15 грудня 2018 року храм і парафія приєдналися до ПЦУ.
Над чудотворною іконою зберігся тризуб 1870 року.

## Парохи
- о. Михайло Левицький
- о. В. Саранчуцький (1785—1813)
- о. В. Лисенець (1813—1853)
- о. Л. Вокоасхі (1853—1855)
- о. Омелян Брилинський (1855—1888)
  - о. Лукіян Січинський (1886—1887), сотрудник
- о. Микола Бачинський (1888—1889)
- о. Лукіян Січинський (1889—1897)
- о. Ксенофонт Гуглевич (1897—1918)
- о. Дмитро Василик (1922—1940)
- о. Антон Ричаківський
- о. І. Скорохід
- о. Д. Паляниця (1943—1946)
- о. Я. Скороп'ях
- о. Г. Новосад
- о. Микола Ференц (1987—2018)
- о. Володимир Галак (з 3 травня 2018).